# El sueño existe
El sueño existe es un DVD que registra el concierto homenaje realizado el 5 y 6 de septiembre de 2003 en el Estadio Nacional de Chile conmemorando los 30 años de la muerte de Salvador Allende. El recital no sólo contó con artistas chilenos, sino que también del resto de América Latina como: Silvio Rodríguez, León Gieco, Daniela Mercury y Julieta Venegas, entre otros.

## Lista de canciones
1. «El pueblo unido jamás será vencido» - Quilapayún.
2. «La muralla» - Quilapayún y Chancho en Piedra.
3. «Razón de vivir» - Víctor Heredia y León Gieco.
4. «Sólo le pido a Dios» - León Gieco y Víctor Heredia.
5. «Mambo de Machaguay» - Los Bunkers y Claudio Parra.
6. «Música de Rua» - Daniela Mercury.
7. «Soy loco por ti América» - Gilberto Gil.
8. «No Woman No Cry» - Daniela Mercury, Gilberto Gil y Samuel Rosa.
9. «A mi ciudad» - Santiago del Nuevo Extremo, Schwenke & Nilo, Tati Penna, José Seves y Elizabeth Morris.
10. «Sambalandó» - Santiago del Nuevo Extremo, Schwenke & Nilo, Tati Penna, José Seves y Elizabeth Morris.
11. «Tag TGD» - Tiro de Gracia.
12. «Por todo Chile» - Daniel Viglietti.
13. «En un largo tour» - Sol y Lluvia.
14. «Medley» - La Sonora de Tommy Rey.
15. «Sería feliz» - Julieta Venegas y Anita Tijoux.
16. «El baile de los que sobran / Bailan sin César» - Los Prisioneros.
17. «El necio» - Salvador Ojeda.
18. «Salvador Allende, Son of God» - Shalil Shankar.
19. «Canción con todos» - César Isella
20. «Créeme» - Vicente Feliú.
21. «Lo único que tengo» - Isabel Parra y Tita Parra.
22. «Manifiesto» - Pedro Aznar y Congreso.
23. «En horario estelar» - Congreso y Pedro Aznar.
24. «Compañero Presidente» - Javiera Parra.
25. «Cita con ángeles» - Silvio Rodríguez.
26. «La cueca sola» - Pettinellis y Conjunto Folclórico Agrupación de Familiares de Detenidos Desaparecidos.
27. «El pueblo unido jamás será vencido» - Pettinellis y Horacio Salinas.

## Créditos
- Producción ejecutiva: Patricia Espejo.
- Dirección y producción DVD: Carmen Luz Parot.
- Dirección concierto: Reynaldo Sepúlveda.
- Entrevistas (Estadio): Isabel Tolosa.
- Edición: Eduardo Baeza.